# 尾関良夫
尾関 良夫（おぜき よしお）は、日本の国土交通官僚。国土交通省東北運輸局長などを経て、岩手ホテルアンドリゾート取締役副社長。

## 人物・経歴
1985年一橋大学経済学部卒業、運輸省入省、航空局飛行場部管理課配属。1998年運輸省四国運輸局企画部長。2002年国土交通省中部運輸局交通環境部長。2004年内閣官房内閣参事官（内閣官房副長官補付）。2006年海上保安庁交通部安全課長。2007年海上保安庁交通部企画課長。2009年国土交通省総合政策局交通計画課長。同年国土交通省政策統括官付参事官（物流施設・複合物流）。
2011年内閣官房内閣参事官（内閣官房副長官補付）、内閣官房東日本大震災復興対策本部事務局参事官、内閣官房復興庁設置準備室参事官。
2012年復興庁統括官付参事官（予算・会計班）。2013年国土交通省港湾局総務課長。2014年海上保安庁交通部長。2016年国土交通省東北運輸局長。2018年日本生命保険顧問。2019年から岩手ホテルアンドリゾート常務執行役員を務め、のち同社取締役副社長。愛読書は東野圭吾。